# Louis d'Arpajon
Louis, marquès d'Arpajon (1669-1736) militar francès al servei de Felip V durant la Guerra de Successió Espanyola. Fill de Jean Louis d'Arpajon i de Charlotte de La Rivière-Bonneuil de Vernou, es casà el 28 de març de 1715 amb Charlotte Le Bas de Montargis. Tinent General dels Exèrcits de Lluís XIV, governador de la provincia i ducat de Berri, governador de les ciutats de Tours, Bourges, Issoudun i Arpajon. Fou cavaller de l'Ordre Reial de Sant Lluís i des del 1711 de l'Orde del Toisó d'Or pels seus serveis en l'exèrcit auxiliar francès enviat el 1710 per salvar Felip V durant la darrera ofensiva austriacista.